# Liste der Kulturgüter in Zürich
Die Liste der Kulturgüter in Zürich enthält alle Objekte in der Stadt Zürich (bzw. im deckungsgleichen Bezirk Zürich) im Kanton Zürich, die gemäss der Haager Konvention zum Schutz von Kulturgut bei bewaffneten Konflikten, dem Bundesgesetz vom 20. Juni 2014 über den Schutz der Kulturgüter bei bewaffneten Konflikten sowie der Verordnung vom 29. Oktober 2014 über den Schutz der Kulturgüter bei bewaffneten Konflikten unter Schutz stehen.

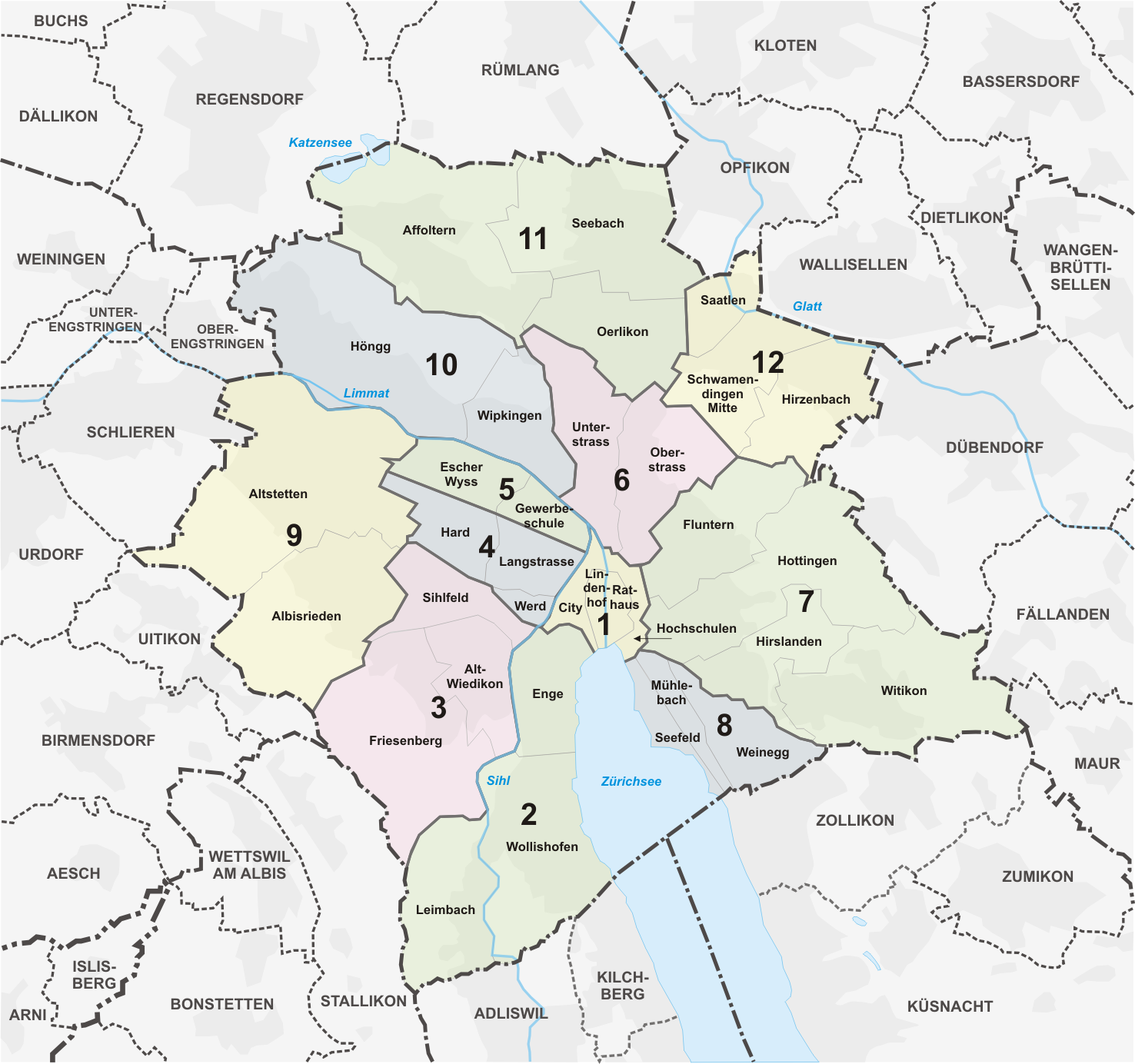
Stadtkreise von Zürich

Aus Gründen der Übersichtlichkeit ist die Liste nach den zwölf Stadtkreisen – Kreis 1 zusätzlich in Ost und West geteilt – gegliedert (Stand: 1. Januar 2022):
- Kreis 1 Ost (Altstadt rechts der Limmat)
- Kreis 1 West (Altstadt links der Limmat)
- Kreis 2 (Enge, Leimbach, Wollishofen)
- Kreis 3 (Wiedikon)
- Kreis 4 (Aussersihl)
- Kreis 5 (Industriequartier)
- Kreis 6 (Oberstrass, Unterstrass)
- Kreis 7 (Fluntern, Hirslanden, Hottingen, Witikon)
- Kreis 8 (Riesbach)
- Kreis 9 (Albisrieden, Altstetten)
- Kreis 10 (Höngg, Wipkingen)
- Kreis 11 (Affoltern, Oerlikon, Seebach)
- Kreis 12 (Schwamendingen)